# یورن واگنر هانسن
یورن واگنر هانسن (دانمارکی: Jørgen W. Hansen; ۱۵ سپتامبر ۱۹۲۵ – ۱۷ ژوئیهٔ ۱۹۶۹) بازیکن فوتبال اهل دانمارک بود.
وی همچنین در تیم ملی فوتبال دانمارک بازی کرده‌است.